# Triossido di molibdeno
Il triossido di molibdeno, o ossido di molibdeno(VI), è un ossido del molibdeno esavalente avente formula MoO3, dove il molibdeno ha stato di ossidazione +6. Questo composto è prodotto su scala industriale più grande di qualsiasi composto di molibdeno. È un importante catalizzatore industriale. Il triossido di molibdeno si presenta come il raro minerale molibdite.

## Struttura
Nella fase gassosa, tre atomi di ossigeno sono legati con doppio legame all'atomo centrale di molibdeno. Allo stato solido, il MoO3 anidro è composto da strati di ottaedri MoO6 distorti in un cristallo ortorombico. Gli ottaedri condividono bordi e formano catene che sono reticolate dagli atomi di ossigeno per formare strati. Gli ottaedri hanno un breve legame molibdeno-ossigeno a un ossigeno senza ponti. È anche nota una forma metastabile (β) di MoO3 con una struttura simile al triossido di tungsteno (WO3).

## Preparazione e reazioni principali
MoO3 è prodotto industrialmente dall'arrostimento del minerale molibdenite (bisolfuro di molibdeno): 
{\displaystyle {\ce {2MoS2\,+\,7O2\to 2MoO3\,+\,4SO2}}}
La sintesi in laboratorio del diidrato comporta l'acidificazione di soluzioni acquose di molibdato di sodio con acido perclorico : 
{\displaystyle {\ce {Na2MoO4\,+\,H2O\,+\,2HClO4\to MoO3(H2O)2\,+\,2NaClO4}}}
Il diidrato perde rapidamente acqua per dare il monoidrato. Entrambi sono di colore giallo brillante.
Il triossido di molibdeno si dissolve leggermente in acqua per dare "acido molibdico". In base, si dissolve per fornire l'anione molibdato.

## Utilizzo
Il triossido di molibdeno viene utilizzato per produrre molibdeno metallico, che funge da additivo per l'acciaio e per leghe resistenti alla corrosione. La relativa conversione prevede il trattamento di MoO3 con idrogeno a temperature elevate:
{\displaystyle {\ce {MoO3\,+\,3H2\to Mo\,+\,3H2O}}}
È anche un componente del co-catalizzatore utilizzato nella produzione industriale di acrilonitrile mediante ossidazione di propene e ammoniaca. 
A causa della sua struttura a strati e della facilità dell'accoppiamento Mo(VI) / Mo(V), MoO3 è interessante per dispositivi e display elettrochimici. Il triossido di molibdeno è stato anche suggerito come potenziale agente antimicrobico, ad esempio nei polimeri. A contatto con l'acqua forma ioni H+ in grado di uccidere facilmente i batteri.